# Valmåsen
Valmåsen var en by i Härjedalen som fanns mellan 1751 och 1962 då den försvann när sjön Lossens höjdes med 24 meter för vattenkraftsändamål. Bygget av Lossendammen var ett av de vattenregleringsföretag i Sverige där flest bofasta tvångsförflyttades.
By- och bygdeundersökningen vid Lossen var den mest omfattande som Riksantikvarieämbetet genomförde som eget projekt i samband med vattenkraftutbyggnaden i Sverige.